# تپه پادشاه
تپه پادشاه مربوط به سدهٔ ۴ و ۵ ه‍.ق است و در شهرستان تربت جام، بخش نصرآباد، روستای کاریز واقع شده و این اثر در تاریخ ۵ تیر ۱۳۸۴ با شمارهٔ ثبت ۱۱۹۹۸ به‌عنوان یکی از آثار ملی ایران به ثبت رسیده است.